# Pojoaque
Los Pojoaque o p'o-suwae-ge ("lugar donde beber agua") son una tribu amerindia de cultura pueblo y de lengua tewa (grupo de lenguas kiowa-tanoanas) que vive en Nuevo México, cerca de las tribus Nambé y Tesuque. Su lengua tenía unos 10 parlantes en 1967. Según datos del BIA de 1995, había 162 apuntados al rol tribal, pero según el censo de 2000 estaban registrados 243 individuos.
El pueblo Pojoaque (condado de Santa Fe, Nuevo México) tiene 1261 habitantes, de los que sólo el 17,37 % son amerindios, y el 62,17 % son hispanos.